# Diméthylzinc
Le diméthylzinc (DMZ), ou zinc diméthyle, est un composé organométallique de formule chimique Zn(CH3)2, semblable au diéthylzinc Zn(C2H5)2. Il se présente sous la forme d'un liquide pyrophorique et corrosif, spontanément inflammable au contact de l'air et de l'eau, et distribué commercialement en solution dans des alcanes (hexane, heptane) ou des hydrocarbures aromatiques (toluène).
La première synthèse de Zn(CH3)2 publiée remonte à 1849 en Allemagne. On l'obtient en faisant réagir de l'iodure de méthyle CH3I avec du zinc métallique à haute température ou avec un alliage zinc-sodium :
2 Zn + 2 CH3I → Zn(CH3)2 + ZnI2.
À l'état solide, il se présente sous deux phases cristallines monocliniques, une phase ordonnée à basse température et une phase à dislocations bidimensionnelles à température plus élevée, avec des molécules linéaires dont la liaison Zn–C mesure 192,7(6) pm de long ; en phase gazeuse, cette liaison est un peu plus longue, à 193,0(2) pm.
Le diméthylzinc a longtemps été utilisé en synthèse organique pour introduire des groupes méthyle sur des composés organiques ou pour synthétiser des composés organométalliques contenant des groupes méthyle. Il a cependant été largement remplacé dans cet usage au laboratoire par les réactifs de Grignard, de manipulation plus simple et surtout moins inflammables. Ils peuvent néanmoins présenter des avantages pour certaines réactions, ce qui les fait encore utiliser dans certaines synthèses.
Il est largement employé dans l'industrie des semi-conducteurs pour réaliser par épitaxie en phase vapeur aux organométalliques (MOCVD) des dépôts de couches minces en matériaux II-VI à large bande — ZnO, ZnS, ZnSe, ZnTe — et comme dopant de type p — introduction de trous — dans des matériaux III-V tels que GaAs, InP, AlxGa1-xAs, qui ont de nombreuses applications électroniques et photoniques.